# Château de Rochefort (Neuchâtel)
Pour les articles homonymes, voir Château de Rochefort.
Le château de Rochefort est un établissement fortifié se situant dans la commune de Rochefort dans le canton de Neuchâtel en Suisse. Actuellement en état de ruine, ce site historique fait l'objet d'un projet de revalorisation depuis 2017 et a déjà été l'objet de deux campagnes de fouilles archéologiques, en 2018 et 2019, organisées par l'Office du patrimoine et de l'archéologie de Neuchâtel (OPAN), en collaboration avec les universités de Neuchâtel et de Lausanne. Le site semble avoir été occupé depuis l’Antiquité, et cela en rapport à sa situation géographique privilégiée, caractérisée par une défense naturelle due à la topographie et la possibilité du contrôle d’un axe de communication important. Des découvertes archéologiques récentes laissent même penser à une présence humaine durant la Préhistoire.

## Situation géographique
Le château se trouve au sommet d’un promontoire rocheux surplombant à la fois le littoral neuchâtelois et l’entrée est du Val de Travers, au sommet des falaises des gorges de l’Areuse. C’est d’ailleurs cet emplacement qui a donné le toponyme Rochefort. Au sommet de cet éperon se trouve le château, à une altitude de 805 mètres. La surface sommitale de cet éperon est de forme ovale et a permis l’élévation d’une fortification.
La situation géographique de ce château est intéressante pour plusieurs raisons. Premièrement, cette construction a été bâtie sur un éperon rocheux formant une fortification naturelle de par sa difficulté d’accès. Deuxièmement, elle se situe à un point de passage important, sur l’axe reliant les plaines de la Saône et le plateau suisse en passant par le Val de Travers et plongeant sur le littoral neuchâtelois depuis Rochefort. Cet itinéraire trans-jurassien était déjà emprunté durant l’Antiquité, comme en témoignent différentes sources. Cette position permet donc au château d’avoir une vue imprenable sur le littoral et le Val de Travers, garantissant ainsi le contrôle de ce point de passage important.
Les ruines du château se trouvent en périphérie du village de Rochefort, dans la forêt, et ne sont par conséquent pas accessibles par la route.

## Historique de la recherche
L'existence du château de Rochefort et de son emplacement n'a jamais été oubliée. Alors qu'une source le déclare en ruine en 1512, le château apparaît par exemple sur une carte du XVIIIe siècle. Même si plusieurs sources mentionnent le château de Rochefort, celui-ci ne semble toutefois pas susciter un grand intérêt jusqu'au milieu du XIXe siècle. En 1843, David-Guillaume Huguenin, dans son livre dédié aux châteaux neuchâtelois, s’intéresse quelque peu au château de Rochefort. Ce n'est qu'en 1861 qu'est menée la première entreprise de terrain sur le site, par quelques amateurs à la recherche d'un trésor. C'est alors que les ruines ont été mis au jour grâce à l'aide de villageois. Dans cette continuité, une première fouille des vestiges a été menée durant l'été 1862 par le pasteur James Lardy. D'autres explorations ont été engagées entre la fin du XIXe siècle et du XXe siècle. Il ne s'agissait toutefois pas toujours d'un intérêt scientifique porté sur l'architecture mais plutôt de recherches d'objets ou de simples débroussaillages.
En 2018, ont eu lieu les premières fouilles archéologiques officielles du château, accompagnées d’une intervention de consolidation et d’une restauration des élévations, dans le cadre d'un projet de revalorisation du site mené par l’Association des amis du château de Rochefort (AACRO). Une deuxième campagne a eu lieu en 2019, et une dernière devrait suivre, en 2020. Il s'agit de fouilles-écoles en collaboration avec l'université de Lausanne et l'université de Neuchâtel, destinées à des archéologues en formation. Avant le dégagement qui a précédé les fouilles, seules quelques pierres appartenant à une tour étaient visibles. À présent, de nombreuses maçonneries ont été mises au jour et permettent de se rendre compte de l'étendue des fortifications. Les campagnes archéologiques de 2018 et 2019 ont eu pour objectifs de mieux comprendre l'histoire du site et l'origine du château, ainsi que de repérer l'évolution architecturale, lisible dans les maçonneries. Un autre but est de restituer le rôle des différentes pièces du bâtiment et les activités qui y étaient liées. L'étude des vestiges est aujourd'hui encore en cours.

## Architecture
L'abandon du château a eu lieu au cours du XVe siècle et les restes architecturaux visibles aujourd'hui appartiennent à des bâtiments de l’époque médiévale. Les chercheurs ont reconstitué un premier plan du château ayant été remanié et agrandi au XIIIe siècle puis au XVe siècle. Le château possédait une porte orientée vers le sud et, dès la première modification, une avant-cour ceinturée de murs semble avoir été placée devant cette porte principale. Cet accès permet d'entrer au cœur du château ; une cour et le réduit seigneurial se trouvant directement à droite une fois la porte franchie. Au fond de cette cour principale se trouve un logis ainsi qu'une chapelle, et à l’extrémité nord du château a été identifiée une viorbe. Le chemin d’accès, partiellement taillé dans la roche, parcourt la face est de l’éperon, du Nord au Sud.
Le réduit seigneurial, avec son plan de forme quadrangulaire de 14 × 17 m, occupe le point le plus élevé de l’éperon. L'espace est délimité par des murs épais de 1,2 m et subdivisé par des murs de refend. Cet ensemble était constitué d’une aula, d’une cour seigneuriale et d’une tour-refuge carrée, de 6,5 m de côté et dont l’épaisseur des murs est d'environ 1,6 m. Cet ensemble correspond aux réduits seigneuriaux des premiers châteaux féodaux, semblable à ce qui peut être observé dans différents châteaux de la région, notamment ceux de Grandson, Môtiers, Gorgier, Colombier, Vaumarcus ou Boudry. Plus tard, cet ensemble ouvert par une cour semble avoir été remplacé par une construction couverte, attestée par des murs de refends supplémentaires encore visibles aujourd'hui.
À l’extrémité nord de l’enceinte se trouve un second corps de logis qui présente des murs moins épais. Il y a donc la présence attestée de deux corps de logis distincts à la fin du XIVe siècle, l'un pour le seigneur et l’autre pour le châtelain. Dans ce logis nord se trouvait une chapelle; les comtes y ont fait construire une viorbe, montrant ainsi que ce nouveau logement était celui du comte.
L’enceinte autour des bâtiments castraux est encore visible et présente une irrégularité liée à la topographie. Le tracé exact et l’épaisseur des murs est difficile à déterminer car une partie des parements se sont effondrés en direction de la pente. L’orientation du mur et le chemin d’accès permettent une bonne défense en empêchant tout adextrement. Les murs nord sont plus facilement visibles que les murs sud et offrent une défense avancée due à une construction visiblement plus tardive, comme en témoigne une différence de facture.
Les murs en ruine que nous pouvons voir aujourd'hui présentent plusieurs phases de construction, comme déjà mentionné ci-dessus. L'un des objectifs du réexamen du site engagé en 2018 consiste à étudier ces phases en établissant une chronologie relative des élévations du château, en documentant et en analysant les différentes phases d'occupation du site. Toutes les données architecturales mentionnées ci-dessus sont donc susceptibles d'être revues prochainement, au fil de l'étude archéologique encore en cours.

### Restauration
En lien avec le projet de revalorisation du site, le château de Rochefort est restauré dans le but principal d'assurer la sécurité des visiteurs tout en garantissant la préservation des structures dégagées. La majorité des murs, une fois dégagés de la terre et des éboulis qui les recouvraient, étaient très instables et menaçaient de s'écrouler, surtout en cas de pluie ou de gel. Un spécialiste en restauration a alors été mandaté afin de sécuriser les élévations et d'assurer une bonne conservation des vestiges, tout en respectant l'aspect original des ruines lors de leurs découvertes.

## Histoire des occupations du site
Le plus ancien document écrit mentionnant le château de Rochefort date de 1294, mais l'étude des vestiges archéologiques a permis de montrer que la construction est bien plus ancienne. De plus, le toponyme "Rochefort" dépourvu d’article donne à penser que l'occupation est antérieure au XIe siècle. Sa signification d’« endroit fortifié sur une roche » atteste en effet avec grande certitude d'un site fortifié datant d’avant l’an Mil. Rochefort présente une défense naturelle forte et cela en fait une place de choix pour des occupations de toutes époques. Certaines découvertes archéologiques sur le site indiquent même des occupations largement antérieures au Moyen Âge.
Concernant la Préhistoire, trop peu d’indices liés au Néolithique ou au Paléolithique sont connus pour assurer une occupation du site durant ces périodes. La présence de céramiques datées de l’âge du bronze indique une occupation à cette époque, une observation renforcée par le fait que ce type d'éperons barrés était très convoités à cette époque. La présence d’une pierre à cupule d'origine probablement protohistorique est également à noter.
L’occupation antique du site est attestée par la découverte de pièces de monnaie et de tuiles romaines. La présence d’une construction romaine est démontrée, mais sa nature reste encore à être définie. La présence des artefacts discutés jusqu'à présent semble indiquer que l'emplacement de cet établissement était utilisé dès l’Antiquité, probablement en raison du dynamisme de l’axe trans-jurassien passant par Rochefort.
C’est probablement au haut Moyen Âge que le site devient un établissement fortifié en remplissant la fonction de refuge, possiblement en lien avec l’important établissement antique et médiéval de Colombier situé au pied de Rochefort. Les études considèrent aujourd'hui qu’un certain nombre de châteaux-forts seigneuriaux romans découlent de ce type de construction.
À la fin du premier millénaire, une certaine unité territoriale semble caractériser le bassin de la basse Areuse intégré au royaume de Bourgogne et d’Arles dirigé par la dynastie des Rodolphiens. Rochefort occupe toujours à cette époque une situation stratégique puisqu’elle permet de contrôler le passage par le Val-de-Travers, constituant l’itinéraire le plus court entre les plaines de la Saône et le plateau Suisse, utilisé en particulier par les militaires et pour le transport du sel. C’est à ce moment que se développe à Rochefort l'établissement médiéval, avec l’érection d'un château qui sera remanié et agrandi à au moins trois reprises, entre le XIe et le XIVe siècle.
Les seigneurs de Rochefort apparaissent pour la première fois sur un document de l’abbaye de Montheron, avec la mention de Humbert, chevalier de Rochefort, cité comme témoin d’un acte datant de 1180 et qui semble avoir été proche du seigneur de Neuchâtel, Ulrich II. Si Humbert semble avoir été à l'origine de la lignée des Rochefort, la généalogie de cette famille est assez floue; tous les dénommés Rochefort ont disparu en 1268. Portant un intérêt sur Rochefort depuis un certain temps en raison de la position stratégique du site, les seigneurs de Neuchâtel, qui gagnent en puissance dans la région, mettent la main sur le château de Rochefort avant 1294.
Le mobilier métallique découvert sur le site du château de Rochefort, composé de fers à cheval, de boucles d'harnachement, d'éléments de cottes de mailles et de carreaux d'arbalètes, datés pour l’essentiel des XIIIe et XIVe siècles, montre une forte présence d'hommes en armes à cette époque. Les numismates ont également démontré la présence d'un atelier de faux-monnayeurs à Rochefort vers l'an 1300, comme l'atteste la découverte de flans et d’un coin prévus pour être frappés sous le nom de Philippe IV le Bel. Ces flans ont été mis au jour sur le site du château, mais également sur celui de la grotte de Cotencher, situé en contrebas. Cette double localisation laisse penser que Rochefort devait sans doute servir de lieu de production et la grotte de cache.
À la fin de son règne, le comte Louis de Neuchâtel (1301-1372) fit effectuer d’importants travaux sur le château, faisant notamment bâtir le nouveau corps de logis nord. Par testament, il crée alors la seigneurie de Rochefort et des Verrières, qui revient in fine, avec le château de Rochefort, à son fils illégitime Vauthier. Un long conflit oppose alors Vauthier à sa demi-sœur Isabelle, fille légitime de Louis et nouvelle comtesse de Neuchâtel, puis à l’héritier d’Isabelle, Conrad, fils d’Egon de Fürstenberg, comte de Fribourg-en-Brisgau et de Varenne, sœur d’Isabelle, cette dernière étant décédée sans enfants. Le château est un enjeu explicite de la querelle dans laquelle sont impliqués le duché de Bourgogne et la ville-état de Berne. La comtesse Isabelle, les envoyés du duc de Bourgogne, puis Conrad s’en emparent tour à tour par la force. En 1411, Vauthier perd la partie et se voit confisquer tous ses biens, avant d’être arrêté et exécuté à Neuchâtel en 1413.
À la suite de cela, Conrad fait de Rochefort une mairie comtale; le château est entretenu pour sa localisation intéressante, mais n'est que faiblement occupé jusqu'au milieu du XVe siècle. En 1470, il est dit que le château garde le passage de la Clusette durant les guerres de Bourgogne, mais le fait que le château n'ait pas été adapté à l'artillerie donne à penser qu'il n'a pas pu être en mesure de jouer un rôle notable. Au XVe siècle, le point de défense du Val-de-Travers et la route de Bourgogne devient le château de Môtiers, qui a bénéficié de très importants investissements militaires. Le château de Rochefort perd toutes ses fonctions de château-fort et plus rien ne justifie son entretien ; il est alors abandonné au cours du XVe siècle et déclaré en ruine au début du XVIe siècle.